# 杜庄乡
杜庄乡，是中华人民共和国山西省大同市云州区下辖的一个乡镇级行政单位。

## 行政区划
杜庄乡下辖以下地区：
杜庄村、长安村、南六庄村、下泉村、周家堡村、落阵营村、利仁皂村、常家堡村、马家会村、马坊村、小辛庄村、王家堡村、米庄村、千千村、土井村、长胜庄村、苏家寨村、崔庄村和永胜村。

## 景点
- 吕家大院：位于落阵营村内。落阵营民居是大同市文物保护单位。
- 大同土林：位于杜庄村，当地人叫“石板沟”，是华北地区目前唯一已知的土林景点。